# Santa Cecília i Sant Valerià
Santa Cecília i Sant Valerià és una pintura a l'oli sobre llenç d'Alejo Vera y Estaca, realitzada vers 1866. Recrea una escena religiosa i alhora mística, el coronament de santa Cecília i sant Valerià de mans d'un àngel. Va ser presentada a l'Exposició Nacional de Belles Arts de 1866, on va obtenir una medalla de primera classe i va ser comprada per l'estat espanyol. Forma part de la col·lecció del Museu del Prado.

## Descripció
L'obra representa els sants cristians i esposos Cecília i Valerià en el moment de ser coronats per un àngel. D'acord amb el relat, després d'haver-se celebrat el matrimoni, Cecília va declarar a Valerià durant la nit de noces que era cristiana i que havia pronunciat vot de castedat. Per tal d'apropar-lo a l'Església, va portar-lo a les catacumbes, on el papa Urbà I el va iniciar en els misteris de la religió cristiana i el va batejar. Quan els esposos van tornar a casa i estant al dormitori, va aparèixer un àngel que els va coronar amb roses blanques i roges, símbol de puresa i del martiri que després van patir.

## Temàtica
Es tracta d'una pintura de temàtica religiosa i mística, tractada com si fos una pintura d'història. Si bé s'hi representa personatges místics, l'escenari és terrenal. Crítics, com Cruzada, van criticar la representació dels sants cristians en ambients pagans basats en models grecoromans, o com Xosé Caveda, que diu que el sentiment cristià apareix revestit de formes clàssiques i hi manca un sentiment religiós i pietós. En el mateix sentit es va pronunciar Tubino, que fins va aconsellar Vera no elegir temes difícils de representar com els miracles. Val a dir que a certes esferes es considerava que l'art no era capaç de representar aquesta mena d'escenes, mentre altres

## Història
L'obra fou executada vers 1866. El mateix any Vera va presentar l'obra a l'Exposició Nacional de Belles Arts, juntament amb Cor de monges. Ambdues van rebre una medalla de primera classe. Va estar a l'Exposició Universal de París de 1867. La pintura va ser adquirida per l'estat i la propietat va passar al Museu del Prado. Per Reial Ordre de 30 de juliol de 18677 es va enviar en qualitat de dipòsit al Museu Provincial de Belles Arts de Sevilla. Entre 1896 i 1971 va estar al Museu d'Art Modern, i després de la desaparició d'aquest va tornar al Prado. Actualment no està exposada.